# Brendan Lemieux
Brendan Lemieux (* 15. März 1996 in Denver, Colorado) ist ein US-amerikanisch-kanadischer Eishockeyspieler, der seit Dezember 2024 beim HC Davos aus der Schweizer National League unter Vertrag steht. Zuvor war der linke Flügelspieler bereits für die Winnipeg Jets, New York Rangers, Los Angeles Kings, Philadelphia Flyers und Carolina Hurricanes in der National Hockey League (NHL) aktiv. Sein Vater Claude und sein Onkel Jocelyn Lemieux waren ebenfalls professionelle Eishockeyspieler in der NHL.

## Karriere

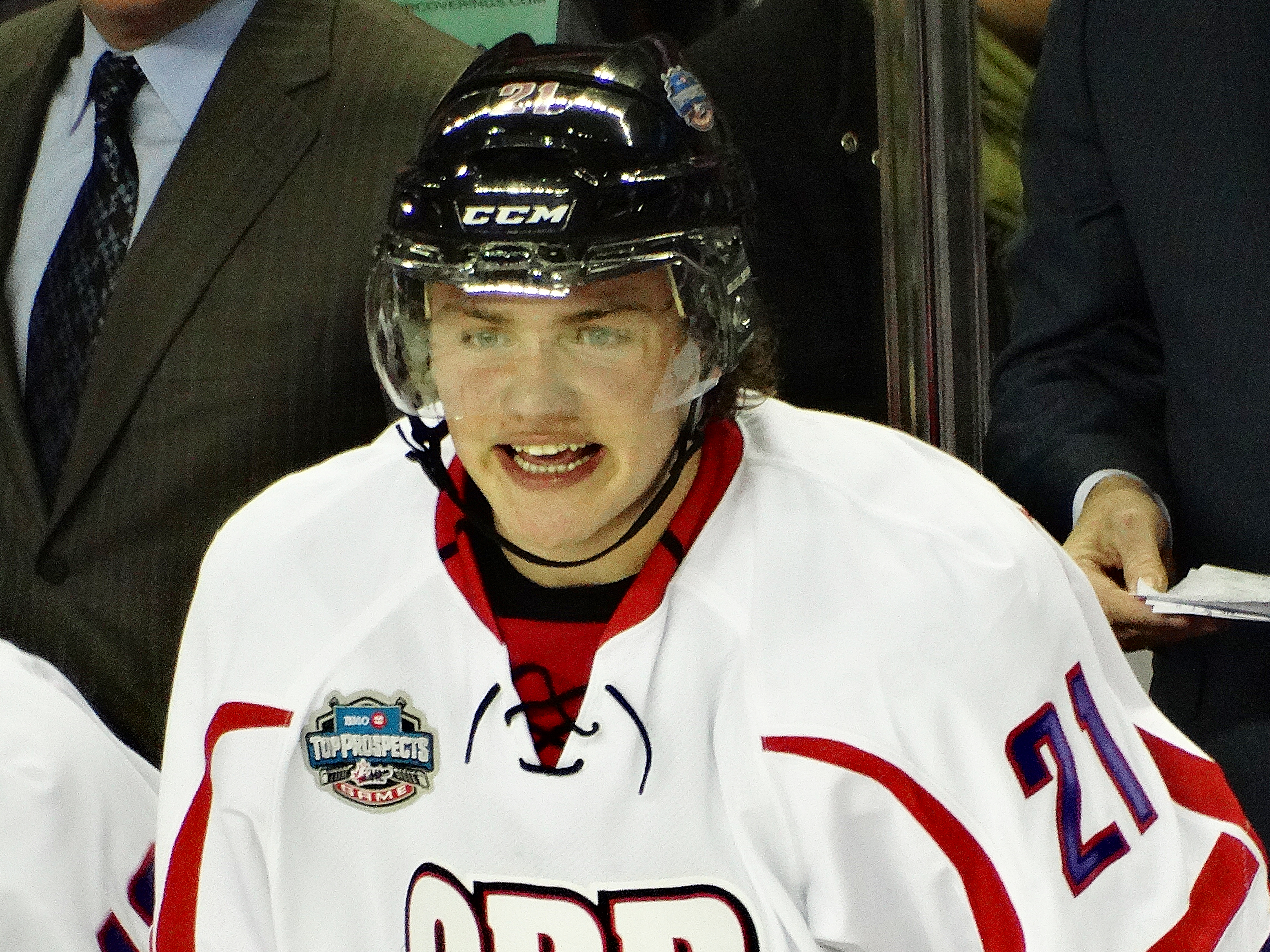
Lemieux beim CHL Top Prospects Game 2014

Brendan Lemieux ist der Sohn des ehemaligen Eishockeyspielers Claude Lemieux und wurde in Denver geboren, wo sein Vater für die Colorado Avalanche in der National Hockey League (NHL) spielte. In seiner Jugend spielte Brendan Lemieux ab 2012 für die Green Bay Gamblers in der United States Hockey League (USHL) und wechselte noch während der Saison 2012/13 zu den Barrie Colts in die Ontario Hockey League (OHL). Er zeichnete sich bei den Colts durch seine aggressive Spielweise aus und zählte zu den Top-5-Scorern des Teams. In der finalen Rangliste 2014 des NHL Central Scouting Service wurde er auf Platz 28 geführt sowie für die Teilnahme am CHL Top Prospects Game 2014 ausgewählt. Beim NHL Entry Draft 2014 wurde Lemieux in der zweiten Runde an 31. Position von den Buffalo Sabres berücksichtigt, spielte in der Folge jedoch zunächst weiterhin für die Barrie Colts.
Im Februar 2015 wurde Lemieux an die Winnipeg Jets zusammen mit Tyler Myers, Joel Armia, Drew Stafford und einem Erstrunden-Wahlrecht im NHL Entry Draft 2015 abgegeben, die Sabres erhielten im Gegenzug Evander Kane, Zach Bogosian und die Rechte an Jason Kasdorf. Er erhielt im Juli 2015 einen NHL-Einstiegsvertrag von den Jets. Im Dezember 2015 wurde er von den Colts zu den Windsor Spitfires transferiert, seine letzte Station im Juniorenbereich. Gegen Ende der Saison 2015/16 trug er erstmals das Trikot der Manitoba Moose, des Farmteams der Jets, in der American Hockey League (AHL). Sein NHL-Debüt für die Winnipeg Jets gab er am 20. Oktober 2017 im Heimspiel gegen die Minnesota Wild, sein erstes Tor in der NHL erzielte er neun Tage später beim 7:1-Heimsieg gegen die Pittsburgh Penguins. In der Folge etablierte sich der Angreifer mit Beginn der Spielzeit 2018/19 in der NHL. Im Februar 2019 wurde er gemeinsam mit einem konditionalen Erstrunden-Wahlrecht im NHL Entry Draft 2019 oder 2020 und einem konditionalen Viertrunden-Wahlrecht im NHL Entry Draft 2022, sofern die Jets den Stanley Cup im Jahr 2019 gewinnen, im Tausch für Kevin Hayes an die New York Rangers abgegeben.
In New York war Lemieux in der Folge knapp zwei Jahre aktiv, ehe er im März 2021 im Tausch für ein Viertrunden-Wahlrecht im NHL Entry Draft 2021 zu den Los Angeles Kings transferiert wurde. Dort spielte der Angreifer ebenfalls zwei Jahre, ehe er im März 2023 samt einem Fünftrunden-Wahlrecht im NHL Entry Draft 2024 an die Philadelphia Flyers abgegeben. Im Gegenzug wechselte Zack MacEwen zu den Los Angeles Kings. Bei den Flyers beendete er die Saison und wechselte anschließend im Juli 2023 als Free Agent zu den Carolina Hurricanes. Dort verlor er zur Saison 2024/25 seinen Stammplatz und wurde ausschließlich bei den Chicago Wolves in der AHL eingesetzt, sodass man sich im Dezember 2024 auf eine Vertragsauflösung in beidseitigem Einvernehmen einigte. Unmittelbar danach wechselte der Kanadier zum HC Davos in die Schweizer National League, wo er einen Vertrag mit drei Jahren Laufzeit unterzeichnete.

### International
Lemieux gewann mit dem Team Canada die Goldmedaille beim Ivan Hlinka Memorial Tournament 2013. Dabei kam er in fünf Spielen zum Einsatz und punktete dabei zweimal.

## Erfolge und Auszeichnungen
- 2013 Goldmedaille beim Ivan Hlinka Memorial Tournament
- 2014 Teilnahme am CHL Top Prospects Game

## Karrierestatistik
Stand: Ende der Saison 2024/25

### International
Vertrat Kanada bei:
- Ivan Hlinka Memorial Tournament 2013

(Legende zur Spielerstatistik: Sp oder GP = absolvierte Spiele; T oder G = erzielte Tore; V oder A = erzielte Assists; Pkt oder Pts = erzielte Scorerpunkte; SM oder PIM = erhaltene Strafminuten; +/− = Plus/Minus-Bilanz; PP = erzielte Überzahltore; SH = erzielte Unterzahltore; GW = erzielte Siegtore; 1 Play-downs/Relegation; Kursiv: Statistik nicht vollständig)